# Sønder Tyrstrup Herred

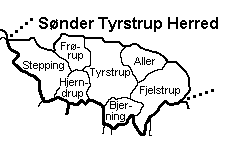
Sønder Tyrstrup Herred

Sønder Tyrstrup Herred was een herred in het voormalige  Haderslev Amt in Denemarken. De herred ontstond in 1864 door de deling van Tyrstrup Herred na de Tweede Duits-Deense Oorlog. Het noorden werd deel van Vejle Amt en daarmee Deens, het zuiden bleef in Haderslev en het hertogdom Sleeswijk en werd daarmee feitelijk Pruissisch. 
Na het referendum van 1920 werd Haderslev Deens. De verdeling van Tyrstrup bleef echter gehandhaafd. In 1970 werd het gebied deel van de nieuwe provincie Zuid-Jutland.
Sønder Tyrstrup omvatte de zeven zuidelijke parochies van Tyrstrup:
- Aller
- Bjerning
- Fjelstrup
- Frørup
- Hjerndrup
- Stepping
- Tyrstrup